# Registracijske oznake za cestovna vozila u Estoniji
Na registracijskim pločicama za cestovna vozila (automobile, kamione, autobuse, radna vozila i radne strojeve, motocikle) iz Estonije postoje ove oznake:
- A Tallinn
- B Tallinn
- D Viljandi
- F Pärnu
- G Valga
- H Hiiumaa
- I Jõhvi
- J Jõgeva
- K Kuressaare
- L Rapla
- M Harju
- N Narva
- O Põlva
- P Paide
- R Rakvere
- S Haapsalu
- T Tartu
- V Võru

## Vanjske poveznice
- Povijest registarskih oznaka motornih vozila iz Estonije, pristupljeno 28. lipnja 2022.